# 차르토리스키 미술관

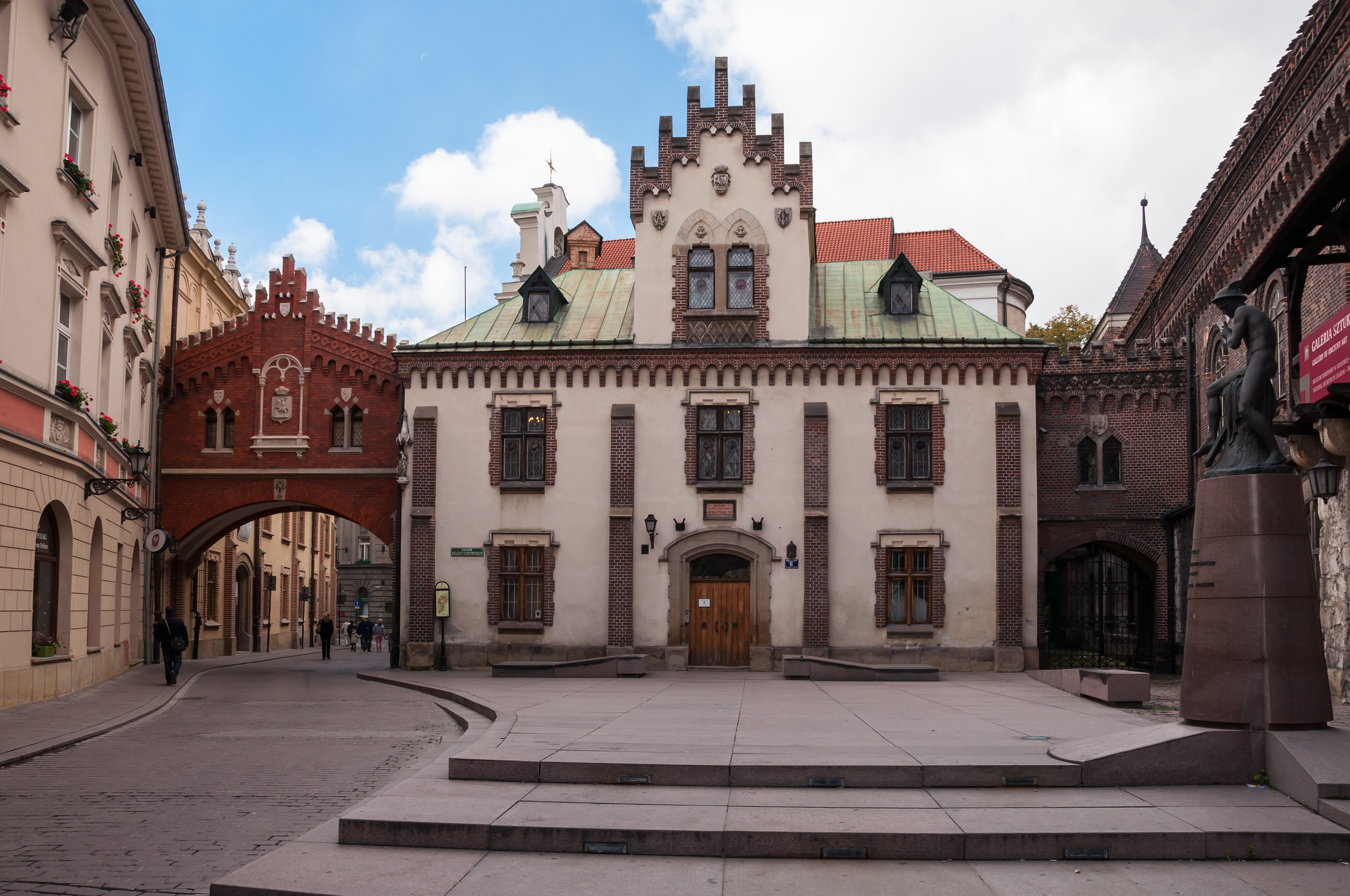
차르토리스키 미술관

차르토리스키 미술관(폴란드어: Muzeum Książąt Czartoryskich w Krakowie)은 폴란드 남부 도시 크라쿠프에 있는 폴란드에서 가장 오래된 박물관이다.